# مليكة حفان
مليكة حفان هي كاتبة مغربية، وأستاذة البلاغة القرآنية والمناهج النقدية في تحليل الخطاب بكلية الآداب في جامعة السلطان مولاي سليمان ببني ملال.

## حياتها
ولدت مليكة حفان في 25 أكتوبر 1965م بشفشاون، وحصلت على شهادة البكالوريا بشعبة الآداب العصرية دورة ماي 1986م في مكناس، والإجازة في الآداب بشعبة اللغة العربية وآدابها دورة ماي 1990م بكلية الآداب والعلوم الإنسانية في مكناس، وشهادة استكمال الدروس بشعبة اللغة العربية وآدابها في جامعة محمد الخامس كلية الآداب أكدال بالرباط، والدكتوراه في الآداب من جامعة محمد بن عبد الله، ظهر المهراز فاس، في موضوع: «قضية الإعجاز القرآني وأثرها في ثنائية اللفظ والمعنى خلال القرنين الرابع والخامس الهجري».

## أعمالها
- «مفهوم الأسطورة في القرآن الكريم»، (دراسة مصطلحية، بحث لنيل الإجازة).
- «الشاهد القرآني في دلائل الإعجاز لعبد القاهر الجرجاني»، (دراسة إحصائية تحليلية، بحث لنيل دبلوم الدراسات المعمقة).
- «قضية الإعجاز القرآني وأثرها في ثنائية اللفظ والمعنى خلال القرنين الرابع والخامس الهجريين»، (بحث لنيل الدكتوراه).
- «تلقيح الألباب على فضائل الإعراب لابن السراج».
- «مراحل تدوين اللغة العربية ومصادرها» (مقال غير منشور).
- «من قضايا اللفظ والمعنى بين اللغويين والبلاغيين» (مقال).[3]
- «أهمية معرفة العلوم اللغوية في فهم القرآن الكريم»، (مقال غير منشور)، وهي محاضرة ألقتها بدار الشباب ببني ملال في إطار الأنشطة الثقافية التي تنظمها جمعية داي بالمدينة.
- «النظم القرآني وعلاقته باللفظ والمعنى عند الباقلاني»، (نشر ضمن العدد الثاني لمجلة الواحة التي تصدرها نيابة التعليم بالرشيدية).
- «البعد الجمالي في القرآن الكريم»، (ضمن سلسلة من اللقاءات، لتفسير القرآن الكريم، في إطار أنشطة عدة).
- «أهمية القراءة في تنمية القدرات اللغوية عند الطفل»، (مداخلة في ندوة تحت عنوان مقاربة سيكولوجية واجتماعية عند الطفل)؛ وهي محاضرة ألقيت بدار الشباب ببني ملال، ضمن أنشطة جمعية داي للتنمية والثقافة.
- «الأثر المذهبي في التصور اللغوي عند القاضي عبد الجبار».[4]
- «بلاغة الخطاب القرآني عند الرماني».[5]

## وفاتها
توفت الاستاذة مليكة حفان رحمها الله يوم الأحد 08 فبراير 2015م.